# Saint-Loup-du-Gast
Saint-Loup-du-Gast település Franciaországban, Mayenne megyében. Lakosainak száma 321 fő (2022. január 1.). Saint-Loup-du-Gast La Haie-Traversaine, Ambrières-les-Vallées, Chantrigné, Montreuil-Poulay és Saint-Fraimbault-de-Prières községekkel határos.

## Népesség
A település népessége az elmúlt években az alábbi módon változott:
| Lakosok száma | 315  | 263  | 303  | 353  | 359  | 361  | 365  | 370  | 353  | 321  |
|               | 1968 | 1982 | 1990 | 2006 | 2013 | 2015 | 2017 | 2019 | 2020 | 2022 |